# Ipomoea bonii
Ipomoea bonii är en vindeväxtart som beskrevs av François Gagnepain. Ipomoea bonii ingår i släktet praktvindor, och familjen vindeväxter. Inga underarter finns listade i Catalogue of Life.